# Nikki och Paulo
Nikki Fernandez och  Paulo är två  rollfigurer i det amerikanska TV-bolaget ABC:s dramaserie Lost. I serien skildras livet för de fyrtio personer som överlevt ett flygplanshaveri då deras plan nödlandade på en avsides belägen ö någonstans i södra Stilla havet. Rollfiguren Nikki spelas av den amerikanska skådespelerskan Kiele Sanchez och den brasilianska skådespelaren Rodrigo Santoro spelar Paulo.
Paret introducerades tidigt i den tredje säsongen av serien. I serien fokuseras det huvudsakligen på femton av de överlevande och sedan producenterna upprepade gånger fått frågan om vad de övriga personerna som överlevt haveriet sysslade med beslutades det att introducera införa de två nya rollfigurerna. Reaktionerna på de båda rollerna var dock i allmänhet negativa från både kritiker och tittare och Losts show runner Damon Lindelof medgav till och med att paret var allmänt avskydda av fansen. Som ett resultat av detta beslutades det att låta paret försvinna från serien och de dog i ett senare avsnitt under säsongen.

## Framträdanden i serien
Paulo är en bondfångare från Brasilien som arbetar tillsammans med sin flickvän Nikki. Paulo har fått anställning som kock till en förmögen TV-direktör i Sydney medan Nikki är en gäststjärna i TV-direktörens TV-serie. Nikki förför TV-direktören som en del av parets plan att komma över de diamanter han förvarar i sitt kassaskåp. De mördar därefter TV-direktören genom att förgifta hans mat och stjäl diamanterna, som är värda 8 miljoner dollar. Senare stiger Nikki och Paulo ombord på Oceanic Flight 815 för att återvända till Nikkis hemstad Los Angeles., 
Paret förlorar diamanterna då planet kraschar och de ägnar en stor del av sin tid på ön med att söka efter dem. Paulo misstänker att diamanterna är den enda anledningen till att Nikki fortsätter vara tillsammans med honom, och när han återfinner diamanterna på den 33:e dagen på ön, väljer han att hålla upptäckten hemlig för henne. En dag då de är ute och letar efter diamanterna stöter de på DHARMA-initiativets station Pärlan, vilket är en forskningsstation som byggts upp på ön under det tidiga 1980-talet. Nikki är ointresserad, men Paulo återvänder senare ensam dit för att gömma diamanterna inne i toalettstolen. När han befinner sig inne i badrummet anländer två personer till forskningsstationen. De tillhör den grupp som kallas De andra, en grupp människor som inte fanns med på planet utan som fanns på ön redan innan planet störtade. Paulo tjuvlyssnar på dem och hör dem tala om hur de planerar att tillfångata några av de överlevande från kraschen. Paulo väljer dock att hålla informationen hemlig.
På den 72:a dagen på stranden följer Nikki och Paulo med John Locke då han dristar sig till att bege sig tillbaka till Pärlan, med hopp om att kunna kommunicera med De andra. Paulo återvänder då till toaletten för att återta diamanterna och gömmer dem i sina underkläder. Då de lämnar Pärlan bevittnar de Mr. Ekos död och begravning, inte långt ifrån Pärlan. Åttioen dagar efter kraschen får Nikki reda på att Paulo undanhållit diamanterna från henne. Ursinnig släpper hon lös en giftig spindel på honom, vars bett paralyserar offret i åtta timmar. Då han håller på att bli paralyserad tillstår Paulo att han endast gömde diamanterna från henne för att han var rädd att hon skulle lämna honom om hon fick dem. Till Nikkis förfäran lockar dock spindelhonan som hon kastat på Paulo till sig fler spindlar, vilka biter Nikki så att även hon blir tillfälligt förlamad. När de övriga överlevande upptäcker dem antas de felaktigt ha avlidit och de begravs därefter levande av James "Sawyer" Ford och Hugo "Hurley" Reyes.

## Karaktärsdrag
Rollfiguren Paulo skrevs med utgångspunkten att han skulle vara svår att tycka om, med hopp om att det skulle komma att ändras när hans bakgrund avslöjas i det sista avsnittet. Paulo är antingen förnärmad, eller likgiltig inför de många hjältemodiga insatser som görs av de andra överlevande, och tillbringar en stor del av sin tid med att spela golf. Till Nikki klagar han på att han inte inkluderas i det som händer, men gör dock lite för att hjälpa till runt lägret, och försöker inte heller förbättra sin status i hierarkin bland de överlevande. När han får chansen att delta i vandringarna, till exempel då Hurley finner en bil, är Paulo ointresserad och avskräcker Nikki från att följa Hurley på hans vågstycke. Nikki försöker att deltaga i det som händer, och tar bland annat hand om Mr. Eko då han skadats, samt ställer upp som frivillig att följa med Locke till Pärlan, vilket överraskar Paulo. Paulo väljer dock att följa med henne.
Nikki är manipulativ gentemot Paulo och tycks bry sig mer om diamanterna än deras förhållande. Efter kraschen börjar Paulo misstänka att hon endast utnyttjat honom för att komma över diamanterna. Den första sak hon frågar honom efter kraschen är var diamanterna är, och hon undviker att svara när Paulo frågar om de fortfarande skulle vara tillsammans om hon inte behövde honom för att återfinna diamanterna. Paulo gör vad Nikki säger till honom av rädsla att förlora henne.

## Skapelsen av karaktärerna
Vid slutet av den första säsongen hade manusförfattarna fått idén att en av de överlevande som inte haft någon framträdande roll tidigare skulle få kliva fram i ett avsnitt och få en tillbakablick på vad som hänt på ön. Detta för att besvara ”Vad i helvete som pågår för de andra 35 människorna som aldrig råkar ut för något?” Vid slutet av den första säsongen introducerades Dr. Leslie Arzt, med tanken att ge en av bakgrundsrollfigurerna en roll med repliker. Artz blev dock sprängd i luften några avsnitt senare.
Nikki och Paulo var ursprungligen tänkta att få mer plats i serien men manusförfattarna beslöt sig för att istället snabbt avlägsna rollerna och berätta deras historia i ett enda avsnitt. Detta då publiken uttryckt ogillande över de två rollfigurerna. Detta blev än viktigare att lyssna på efter den tredje säsongens tittarnedgång. Lindelof förklarade senare att manusförfattarna redan innan fansen började klaga hade börjat fundera på om de kanske tänkt fel med rollfigurerna.
Den ursprungliga introduktionen av Nikki och Paulo, i avsnittet "Further Instructions", klipptes bort från den slutgiltiga versionen för att hålla avsnittets längd nere. Det var ursprungligen tänkt att de skulle ha blivit påkomna med att ha sex i Jacks tält. De introducerades istället i slutet av avsnittet då Locke höll ett tal.

## Rollbesättning
Halv-fransyskan, halv-puertoricanskan Kiele Michelle Sanchez porträtterar Nikki, medan Rodrigo Junqueira dos Reis Santoro, fick sin första större TV-roll i amerikansk television genom sin roll som Paulo. Santaro var sammantaget med i sju avsnitt av serien och mottog någonstans mellan 2 634 och 6 427 US-dollar i lön per vecka. Lindelof ansåg Santoro och Sanchez vara talangfulla och Santoro vara perfekt för Lost eftersom hans ansikte inte var känt bland den amerikanska TV-publiken, trots att han var en prisbelönt skådespelare i sitt hemland Brasilien.

## Mottagande
Reaktionerna på de båda rollfigurerna var negativa bland en stor andel av fansen. Journalister på både Entertainment Weekly och America Online's TV Squad kritiserade dem. America Online ansåg att manuset för rollfigurerna var dåligt och Nikki och Paulo ansågs vara otroligt irriterande av Maclean's magazine.
Mer än tre månader före avsnittet sändes på TV medgav Santoro, i en intervju med den brasilianska utgåvan av magasinet Rolling Stone att hans karaktär skulle komma att dö i mitten av den tredje säsongen. Det avslöjades även att Sanches hade ett nytt kontrakt för att medverka i ett pilotavsnitt för en annan ABC-serie, Football Wives, vilket var en förvarning om att hon eventuellt skulle komma att sluta i Lost.